# Breckland (dystrykt)
Breckland – dystrykt w hrabstwie Norfolk w Anglii. W 2011 roku dystrykt liczył 130 491 mieszkańców.

## Miasta
- Attleborough
- Dereham
- Swaffham
- Thetford
- Watton

## Inne miejscowości
Ashill, Banham, Bawdeswell, Beachamwell, Beeston with Bittering, Beeston, Beetley, Besthorpe, Billingford, Bintree, Blo’ Norton, Bradenham, Brettenham, Bridgham, Brisley, Bylaugh, Carbrooke, Caston, Cockley Cley, Colkirk, Cranwich, Cranworth, Croxton, Didlington, East Harling, East Tuddenham, Elsing, Foulden, Foxley, Fransham, Garboldisham, Garvestone, Gateley, Godwick, Gooderstone, Great Cressingham, Great Dunham, Great Ellingham, Great Fransham, Great Hockham, Gressenhall, Griston, Guist, Hardingham, Harling, Hilborough, Hockering, Hockham, Hoe, Holme Hale, Horningtoft, Ickburgh, Illington, Kempstone, Kenninghall, Kilverstone, Langford, Larling, Lexham, Litcham, Little Cressingham, Little Dunham, Little Ellingham, Longham, Lynford, Lyng, Mattishall, Merton, Mileham, Mundford, Narborough, Narford, Necton, New Buckenham, Newton by Castle Acre, North Elmham, North Lopham, North Pickenham, North Tuddenham, Old Buckenham, Ovington, Oxborough, Quidenham, Riddlesworth, Rockland St Peter, Rocklands, Roudham, Roudham and Larling, Rougham, Rushford, Saham Toney, Scarning, Scoulton, Shipdham, Shropham, Snetterton, South Acre, South Lopham, South Pickenham, Sparham, Sporle with Palgrave, Stanfield, Stanford, Stonebridge, Stow Bedon, Sturston, Swanton Morley, Thompson, Thuxton, Tittleshall, Tottington, Twyford, Weasenham All Saints, Weasenham St Peter, Weeting-with-Broomhill, Wellingham, Wendling, Whinburgh and Westfield, Wilby, Whissonsett, Wretham, Yaxham.